# Emil Oskar Schulz

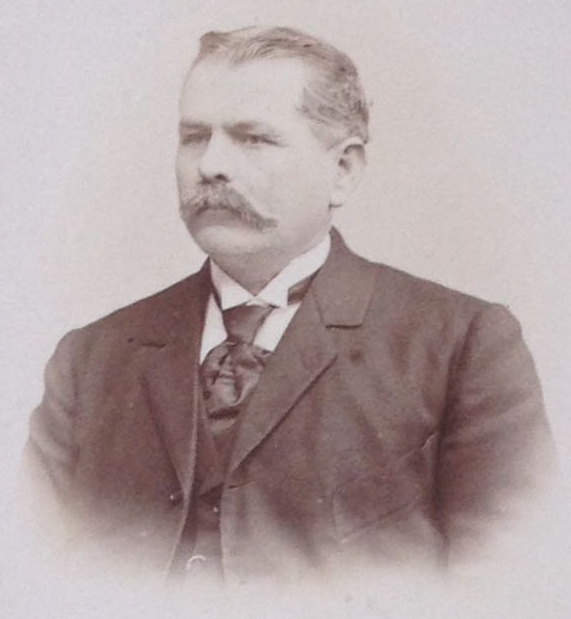
Emil Oskar Schulz

Emil Oskar Schulz (* 22. Juni 1846 in Speichrow; † 9. März 1927 in Cottbus) war ein Brauereigutsbesitzer und als Stadtrat Mitglied des Magistrats in Cottbus.

## Leben
Schulz wurde als ältester Sohn des Brauereigutsbesitzers Johann Gottfried Schulz und dessen Ehefrau Luise Amalie Malvine, geb. Töpfer, geboren, besuchte zunächst von 1853 bis 1857 die Bürgerschule in Lieberose und anschließend bis 1862 die Realschule in Lübben. Aufenthalten in Berlin, Stargard und Karlsbad schloss sich der Besuch der Brauereischule in München an. 1869 übernahm Schulz die Leitung der väterlichen Brauerei, die er 1907 verkaufte, um nach Cottbus zu ziehen. Dort wohnte Schulz an der Promenade 10, wo er während eines Verwandtenbesuches an einem Schlaganfall starb.
Schulz war verheiratet mit Juliana Franziska Schulz, geb. Reglitz (* 4. Oktober 1856 in Trebatsch; † 15. April 1936 in Rathenow). Aus der Ehe gingen die Kinder Ella Margarethe Franziska und Hans Georg Oskar hervor.
Seine jüngeren Geschwister waren der Cottbuser Stadtrat und Architekt zahlreicher Cottbuser denkmalgeschützter Gebäude, Ewald Schulz, der Stadtverordnete Justizrat Paul Schulz und der Kaufmann Ernst Schulz.

## Öffentliche Ämter
Von 1875 bis 1897 gehörte Schulz dem Kreistag des Kreises Lübben an und von 1911 bis 1919 als Stadtrat für Ökonomie dem Magistrat.